# Circuito Digital Kys
Circuito Digital Kys es una radioemisora venezolana que comenzó sus trasmisiones el 26 de octubre de 1988, bajo la conducción de Oswaldo Yepes y la Gerencia General de Lizbeth Corbo. Fue una de las primeras radios comerciales en Frecuencia modulada con Sonido estéreo.
Kys FM fue la segunda emisora en Latinoamérica conectada a Internet por Real Time, luego que la emisora chilena MITRE inaugurara ese campo de difusión. Con este innovador concepto, Kys siempre se ha mantenido en los primeros lugares de preferencia, colocando una excelente selección musical.
KYS FM es pionera en transmisión radial por vía Fibra óptica, a través de un Circuito Digital dedicado, que comenzó el 15 de diciembre de 1999 y que podría mantenerse activo, de ser necesario, las 24 hora del día. 
Circuito Digital Kys está conformado en total de ocho emisoras a nivel nacional. Compuesto por cuarto emisoras afiliadas y tres emisoras pertenecientes a la Universidad De Los Andes.

## Frecuencias
- Caracas: 101.5 FM (Emisora Matriz)
- Puerto Cabello: Stereo Mar 94.1 FM
- Barquisimeto: B-96 95.9FM
- Mérida: 107.7 ULA FM
- Trujillo: 97.9 ULA FM
- San Cristóbal: 106.5 ULA FM